# Superligan 2022/2023 (Moldavien)
Superligan 2022/2023 var den 32:e säsongen av Superligan, Moldaviens högstaliga i fotboll. Säsongen inleddes 30 juli 2022 och avslutades 20 maj 2023. Sheriff blev mästare.

## Fas I
| Pos | Lag                  | SM | V  | O | F  | GM | IM | MS  | P  | Kvalificering eller nedflyttning |
| --- | -------------------- | -- | -- | - | -- | -- | -- | --- | -- | -------------------------------- |
| 1   | Sheriff Tiraspol     | 14 | 10 | 3 | 1  | 24 | 6  | +18 | 33 | Fas II                           |
| 2   | Petrocub Hîncești    | 14 | 8  | 3 | 3  | 20 | 11 | +9  | 27 | Fas II                           |
| 3   | Zimbru Chișinău      | 14 | 4  | 7 | 3  | 17 | 17 | 0   | 19 | Fas II                           |
| 4   | Sfântul Gheorghe     | 14 | 6  | 1 | 7  | 18 | 22 | −4  | 19 | Fas II                           |
| 5   | Milsami Orhei        | 14 | 4  | 5 | 5  | 12 | 14 | −2  | 17 | Fas II                           |
| 6   | Bălți                | 14 | 5  | 2 | 7  | 13 | 13 | 0   | 17 | Fas II                           |
| 7   | Dacia Buiucani       | 14 | 4  | 4 | 6  | 14 | 14 | 0   | 16 | Liga 1 Fas II                    |
| 8   | Dinamo-Auto Tiraspol | 14 | 1  | 3 | 10 | 5  | 26 | −21 | 0  | Liga 1 Fas II                    |

1. ↑  Dinamo-Auto fick 6 poäng avdrag för matchfixning.[1]

## Fas II
| Pos | Lag               | SM | V | O | F | GM | IM | MS  | P  | Kvalificering eller nedflyttning   |
| --- | ----------------- | -- | - | - | - | -- | -- | --- | -- | ---------------------------------- |
| 1   | Sheriff Tiraspol  | 10 | 7 | 3 | 0 | 15 | 3  | +12 | 24 | Champions League 2023/2024         |
| 2   | Petrocub Hîncești | 10 | 6 | 3 | 1 | 16 | 6  | +10 | 21 | Europa Conference League 2023/2024 |
| 3   | Zimbru Chișinău   | 10 | 3 | 3 | 4 | 10 | 9  | +1  | 12 | Europa Conference League 2023/2024 |
| 4   | Milsami Orhei     | 10 | 3 | 2 | 5 | 10 | 16 | −6  | 11 | Europa Conference League 2023/2024 |
| 5   | Sfântul Gheorghe  | 10 | 1 | 4 | 5 | 4  | 13 | −9  | 7  |                                    |
| 6   | Bălți             | 10 | 0 | 5 | 5 | 5  | 13 | −8  | 5  |                                    |